# Waynman Dixon
Waynman Dixon (ur. 1844, zm. 1930) – brytyjski inżynier budownictwa lądowego oraz egiptolog. W 1872 roku podczas badań w Komorze Królowej w Piramidzie Cheopsa odkrył kulę, hak oraz kawałek cedru sprzed około 5 tys. lat; dwa pierwsze podane elementy stały się częścią zbiorów Muzeum Brytyjskiego.
W 1922 roku Dixon został odznaczony japońskim Orderem Świętego Skarbu III klasy.